# Лузітанська мова

Карта пам'яток лузітанської мови

Мовна карта Піренейського півострова (300 до н. е.):
Лузітани і веттони

Лузіта́нська мо́ва — індоєвропейська палеоіспанська мова. Рідна мова лузітанів, стародавнього народу на заході Піренейського півострова, що мешкав в межиріччі Дору і Тага з V століття до н.е. (центральна Португалія, західна Іспанія). Має зв'язок як з кельтськими, так і італійськими мовами. Класифікація мови ускладнюється малою кількістю текстів, написаних нею. Відома лише за п'ятьма епіграфічними пам'ятниками I століття н.е., що написані латинською абеткою, а також численними топонімами та теонімами. Власна абетка невідома. Близько ІІ століття н.е. перетворилася на мертву мову після романізації лузітан. У переносному значенні «лузітанська мова» або «мова лузітан» — поетична назва португальської мови.